# Kathleen Ferrier
Kathleen Ferrier (ur. 22 kwietnia 1912 w Higher Walton, Lancashire, zm. 8 października 1953 w Londynie) – brytyjska wokalistka (kontralt) o międzynarodowej sławie. 

## Życiorys
Już od najmłodszych lat lubiła muzykę i grała na fortepianie. Jednak w wieku 14 lat musiała zakończyć szkołę i rozpocząć życie zawodowe jako telefonistka. 
Jedną z osób, która usłyszała jej śpiew, był dyrygent Malcolm Sargent. Za jego radą studiowała śpiew w Londynie.
Ferrier w ciągu kilku lat stała się jedną z czołowych artystek koncertowych świata, występowała z wybitnymi dyrygentami, jak Bruno Walter, Clemens Krauss, Herbert von Karajan, Eduard van Beinum. 
Po wojnie pojawiała się regularnie na scenie koncertowej. Wykonywała repertuar zarówno operowy, będąc szczególnie ceniona jako wykonawczyni partii Eurydyki w Orfeuszu Ch.W. Glucka, jak i oratoryjno-kantatowy (od Bacha po Mahlera). Występowała też w głównej roli w operze kameralnej Benjamina Brittena Gwałt na Lukrecji.
W 1953 roku otrzymała tytuł Komandora Orderu Imperium Brytyjskiego (CBE).
Na początku lat 50. Kathleen Ferrier zachorowała i umarła na raka piersi w roku 1953 mając zaledwie 41 lat. Jej przedwczesna śmierć była szokiem dla jej wielbicieli. Po jej śmierci utworzono specjalny fundusz im. Kathleen Ferrier, który co roku przyznaje stypendia dla najbardziej uzdolnionych w dziedzinie muzyki.